# Алиев, Магеррам Абыш оглы
Магеррам Абыш оглы Алиев (азерб. Məhərrəm Abış oğlu Əliyev; род. 20 октября 1951, Махта, Нахичеванская АССР) — азербайджанский дипломат. Посол Азербайджана в Белоруссии (с 2023).

## Биография
Родился 20 октября 1951 года в селе Махта Норашенского района Нахичеванской Автономной Республики. В 1978 году окончил Московскую специальную среднюю школу милиции МВД СССР.
В 1985 году окончил Всесоюзный юридический институт (Москва).
С 1973 по 1982 год являлся оперуполномоченным уголовного розыска ГУВД Москвы.
С 1982 по 1989 год являлся инспектором отдела уголовного розыска Низаминского РОВД, начальником отдела уголовного розыска Сабунчинского РОВД г. Баку.
С 1989 по 1992 год являлся оперативным сотрудником, заместителем начальника отдела уголовного розыска РОВД Хатаинского района г. Баку, заместителем начальника 36 и 37 отделений полиции Хатаинского РОВД г. Баку.
С 1992 по 1993 год являлся начальником Сабаильского РОВД г. Баку.
С 1993 по 2007 год — Начальник Главного управления полиции г. Баку.
17 января 2002 года присвоено специальное звание генерал-лейтенанта полиции.
20 августа 2007 года присвоен дипломатический ранг чрезвычайного и полномочного посла.
Посол Азербайджана в Таджикистане (20 августа 2007 — 26 мая 2011).
30 ноября 2012 года присвоено воинское звание генерал-лейтенанта.
С 30 ноября 2012 по 2017 год являлся заведующим отделом вопросов обороны Службы помощника Президента Азербайджана по вопросам обороны.
С 5 июня 2017 по 29 ноября 2019 года являлся заместителем министра юстиции Азербайджана.
С 29 ноября 2019 по 9 декабря 2023 года являлся помощником Президента Азербайджана, заведующим отделом по военным вопросам Администрации Президента Азербайджана.
29 ноября 2019 года присвоено звание генерал-полковника.
9 декабря 2023 года вышел в отставку с военной службы.
Посол Азербайджана в Белоруссии (с 9 декабря 2023).

## Награды
- Орден «Азербайджанское знамя» (24 декабря 1998) — за особые заслуги в защите конституционного государственного устройства Азербайджанской Республики, в обеспечении мира, в борьбе с организованной преступностью, терроризмом, бандитизмом и борьбой с организованной преступностью, терроризмом и другие опасные преступления[15]
- Медаль «За Родину» (25 июня 2013) — за особые заслуги в защите и сохранении независимости и территориальной целостности Азербайджанской Республики, отличие при выполнении своих служебных обязанностей и поставленных перед воинской частью заданий[16]
- Орден «За службу Отечеству» 3-й степени (24 июня 2014) — за особые заслуги в защите и сохранении независимости, территориальной целостности Азербайджанской Республики, отличие при выполнении служебных обязанностей и поставленных перед воинской частью заданий, заслуги в области военного образования[17]
- Орден «За службу Отечеству» 2-й степени (20 ноября 2018) — по случаю 100-летия создания азербайджанской юстиции и за образцовое выполнение обязанностей судьи, отличие при прохождении службы в органах юстиции, активное участие в развитии сфер науки, здравоохранения в системе юстиции и осуществлении политики в сфере исполнения наказаний[18]
- Орден «Слава» (19 октября 2021) — за многолетнюю плодотворную деятельность на государственной службе в Азербайджанской Республике[19]